# ARCore
ARCore, також відомий як Сервіси Google Play для AR — набір для розробки програмного забезпечення, розроблений Google, який дозволяє будувати додатки доповненої реальності. ARCore інтегрований у безліч пристроїв.

## Ключові технології
ARCore використовує кілька ключових технології для інтеграції віртуального контенту з реальним світом, що спостерігається через камеру телефону та планшета. Кожна із цих технологій може бути використана розробниками для створення високоякісного, імерсивного досвіду доповненої реальності.

### Шість ступенів свободи
- Дозволяє пристрою зрозуміти і відслідковувати його положення відносно світу.
- Процес відстеження руху, відомий як одночасна локалізація та картографування (SLAM), використовує функціональні точки, які є візуально відмінними об’єктами в межах огляду камери, щоб забезпечити фокусні точки для телефону, аби визначити правильне розташування (позу) пристрою.

### Розуміння середовища
- Дозволяє пристрою визначати розміри та розташування плоских вертикальних та горизонтальних поверхонь за допомогою характерних точок.
- Геометричну площину можна обчислити на основі виявлених характерних точок.
- API семантики місця використовується для збору семантичних даних про оточення користувача в режимі реального часу та використовує ці дані для ідентифікації об’єктів і функцій у полі зору.

### Оцінка світла
- API оцінки світла дозволяє пристрою оцінити поточні умови освітлення навколишнього середовища і точніше відображати зображення відповідно до освітлення в справжньому середовищі.
  - Частини освітлення, такі як тіні та відблиски використовується для відображення віртуальних об'єктів з більшим зануренням в дійсне середовище.

### Аналіз глибини
- Використовує камеру пристрою для створення карт глибини, що дозволяє йому з більшою точністю визначати відстань між поверхнями, ґрунтуючись на тому, що було знято.
  - Алгоритм «глибини від руху» (англ. depth-from-motion) отримує дані про рух із камери користувача та використовує їх для створення більш детальної карти глибини.

### Геопросторові можливості
- Функція цього API використовує GPS і дозволяє творцям надавати користувачам унікальний досвід на основі їхнього справжнього розташування.
  - Для цього процесу використовується система візуального позиціонування Google (VPS).
- Звіряє візуальну інформацію користувача з даними Карт Google для визначення точного розташування.